# Alexander Schleicher Rhönadler
Ne doit pas être confondu avec Alexander Schleicher Ka-7 Rhönadler.
Dimensions
Le Alexander Schleicher Rhönadler, DFS Rhönadler  ou Jacobs Rhönadler  est un planeur de compétition monoplace de haute performance construit en Allemagne dans les années 1930. Plus de 65 exemplaires sont construits.

## Conception et développement
Vers 1931, le fabricant de planeurs Alexander Schleicher s'adresse à Hans Jacobs, alors à la RRG ( Rhön-Rossitten Gesellschaft ) de la Wasserkuppe, pour l'étude d'un planeur capable d'effectuer de longs vols en campagne avec des transitions rapides entre les thermiques compatible avec une fabrication en série pour baisser les coûts. Jacobs crée le Rhönadler (en français, aigle de la Rhön ) à temps pour la compétition 1932 de la Rhön. L'année suivante, Jacobs et Lippisch sont transférés à la société d'État DFS ( Deutsche Forschungsanstalt Für Segelflug ) à Darmstadt, d'où le nom DFS Rhönadler.
Le Rhönadler est un planeur à structure en bois avec revêtement en contreplaqué et en tissu . En plan, ses ailes hautes étaient droites et effilées avec une un caisson de torsion coffré en contreplaqué en avant du longeron. À l'arrière du longeron, les ailes sont entoilées. L'aile utilise un profil Göttingen 652 à l''emplanture évoluant en profil moins creux soit  un Göttingen 535 à  mi-envergure et un Clark Y au saumon. Le dièdre est constant, pour éviter la complication de construction d'une aile en mouette comme celle du Fafnir. Les ailerons sont très longs, occupant plus de la moitié de l'envergure. Bien que ni le prototype ni les planeurs de production ultérieurs ne soient équipés  d'aérofreins, certain planeurs en ont été munis ultérieurement.
Le fuselage du Rhönadler était assez mince et entièrement coffré en contreplaqué, y compris la dérive, le compensateur aérodynamique du gouvernail et un petit sabot de queue. Sur la version originale, même la verrière du cockpit est une structure en contreplaqué avec de petites ouvertures non vitrées pour la vision. Cette variante est progressivement modifiée avec un vitrage croissant pour donner naissance à la verrière conventionnelle à plusieurs cadres de la variante de 1935. Pour réduire l'interférence aérodynamique du raccord aile/fuselage que l'aile de mouette du Fafnir était censée éviter, l'aile du Rhönadler est montée juste au-dessus du fuselage sur un pylone bas et étroit qui place le bord d'attaque au niveau du haut de la verrière. L'empennage horizontal à allongement élevé et monobloc est d'une construction similaire à l'aile, avec la majeure partie de l'effilement au bord de fuite une découpe permet de débattement de la gouverne de direction. Le plan horizontal est placé bas sur le prototype mais surélevé juste au-dessus du fuselage sur les planeurs de série. La gouverne de direction à large corde et équilibrée aérodynamiquement est aussi entoilée. Le planeur se pose sur un patin en bois,,.

## Historique opérationnel
Au concours de la Rhön 1932 le Rhönadler, piloté par Peter Riedel, ne gagne pas mais impressionne suffisamment pour être produit en série sous le nom de Rhönadler 32 avec une envergure légèrement réduite, un compensateur aérodynamique de gouvernail réduit et la profondeur surélevée. Ce modèle se vend bien même si les chiffres de production sont incertains. Les modifications pour la version 1935 comprennent une verrière entièrement close. Schleicher en construit soixante-cinq, ce qui en fait le planeur allemand de haute performance le plus vendu. Plusieurs sont exportés. Sa popularité se mesure au concours de la Rhön de 1935 ou, sur soixante concurrents, vingt trois volent sur Rhönadler.
Dans les années 1980, un nouveau Rhönadler est construit selon les plans originaux et vole. Il se trouve aujourd'hui au musée Wasserkuppe.

## Variantes
Rhönadlers
Prototype. A participé à l'épreuve de la Rhön en 1932. envergure 18 m. Capot en contreplaqué sur le poste de pilotage avec de petites ouvertures ovales pour la vision.
Rhönadler 32
Première version de série avec plan horizontal surélevé et dérive et gouvernail simplifiés. Envergure réduite de 542 mm Fenêtres transparentes à l'avant du poste de pilotage.
Rhönadler 35
Deuxième version de série avec une verrière complète.
Seeadler
Version hydravion avec coque, ailes en mouette et flotteurs stabilisateurs sous les ailes.

## Planeurs exposés
- Deutsches Segelflugmuseum mit Modellflug, Wasserkuppe : Rhönadler 35 construit dans les années 1980[3],[5].